# 윌리엄 S. 비어즐리
윌리엄 셰인 비어즐리 (William Shane Beardsley, 1901년 5월 13일 ~ 1954년 11월 21일)는 미국의 정치인으로 아이오와주의 상원 (1933년-1941년)을 지내고 1947년부터 1949년까지 아이오와주 하원의 의원이었으며 제31대 아이오와주지사 (1949년-1954년)이었다.

## 생애
아이오와주 비컨에서 윌리엄과 캐리 셰인 비어즐리에게 태어나 버밍햄에서 자라온 비어즐리는 약사의 아들로 자신이 직접 약학 대학을 다니고 1922년 뉴버지니아에서 약국을 설립하였다. 그는 아이오와주 상원으로 선출되어 1933년부터 1941년까지 지내고 1938년부터 1946년까지 자신의 농장에서 소와 돼지를 길렀다. 1947년 사망한 하원의 기간을 채우는 데 아이오와주 하원으로 임명되었고 동료 공화당원 주지사 로버트 D. 블루의 노동과 교육 정책들의 저명한 반대자가 되었다. 1948년 6월 비어즐리는 공화당 예비선거에서 성공적으로 블루를 도전하여 총선에서 쉬운 승리로 향했다.
비어즐리는 자신의 균형 잡힌 주의 예산에 관한 주창과 트루먼 행정부의 브래넌 계획에 자신의 반대로 알려졌다. 그는 두번이나 재선 (1950년과 1952년) 되었으나 1954년 자신의 4번째 기간을 위하여 출마하지 않기로 선택하였다. 그의 재직 기간 동안 다음과 같은 주목할 만한 성과들을 거두었는 데 근로자들의 보상 혜택이 늘어나고, 고속도로 순찰대가 확대되고, 도박 반대 법이 승인되었고 도로, 학교와 기관들이 다 선진화 되었으며 제2차 세계 대전 베테랑의 보너스가 승인되었다.
1954년 11월 21일 비어즐리는 아이오와 주립 대학교의 학생이었던 자신의 아들 댄을 방문하고 돌아오는 동안 디모인 북부에 위치한 아이오와 고속도로 60에서 교통 사고로 숨졌다. 그는 뉴버지니아 묘지에 안치되었다.
| 전임 로버트 D. 블루 | 제31대 아이오와주지사 1949년 1월 13일 ~ 1954년 11월 21일 | 후임 리오 엘손 |